# Baccharis aracatubensis
Baccharis aracatubensis là một loài thực vật có hoa trong họ Cúc. Loài này được Malag. & Hatschbach ex G.M.Barroso mô tả khoa học đầu tiên năm 1976.